# Szingapúr az 1956. évi nyári olimpiai játékokon
Szingapúr az ausztráliai Melbourne-ben és a svédországi Stockholmban megrendezett 1956. évi nyári olimpiai játékok egyik részt vevő nemzete volt. Az országot az olimpián 6 sportágban 49 sportoló képviselte, akik érmet nem szereztek.

## Atlétika
Férfi
| Versenyző    | Versenyszám | Előfutam | Előfutam | Negyeddöntő | Negyeddöntő | Elődöntő | Elődöntő | Döntő   | Döntő    |
| Versenyző    | Versenyszám | Idő      | Hely.    | Idő         | Hely.       | Idő      | Hely.    | Idő     | Helyezés |
| ------------ | ----------- | -------- | -------- | ----------- | ----------- | -------- | -------- | ------- | -------- |
| Tan Eng Yoon | 100 m       | 11,4     | 4.       | kiesett     | kiesett     | kiesett  | kiesett  | kiesett | kiesett  |
| Kesavan Soon | 100 m       | 11,4     | 4.       | kiesett     | kiesett     | kiesett  | kiesett  | kiesett | kiesett  |
| Kesavan Soon | 200 m       | 23,0     | 5.       | kiesett     | kiesett     | kiesett  | kiesett  | kiesett | kiesett  |

| Versenyző    | Versenyszám | Selejtező                | Selejtező                | Döntő    | Döntő    |
| Versenyző    | Versenyszám | Eredmény                 | Helyezés                 | Eredmény | Helyezés |
| ------------ | ----------- | ------------------------ | ------------------------ | -------- | -------- |
| Tan Eng Yoon | Hármasugrás | érvényes kísérlet nélkül | érvényes kísérlet nélkül | kiesett  | kiesett  |

Női
| Versenyző       | Versenyszám | Előfutam | Előfutam | Elődöntő | Elődöntő | Döntő   | Döntő    |
| Versenyző       | Versenyszám | Idő      | Hely.    | Idő      | Hely.    | Idő     | Helyezés |
| --------------- | ----------- | -------- | -------- | -------- | -------- | ------- | -------- |
| Janet Jesudason | 100 m       | 13,2     | 5.       | kiesett  | kiesett  | kiesett | kiesett  |
| Mary Klass      | 100 m       | 12,6     | 7.       | kiesett  | kiesett  | kiesett | kiesett  |
| Mary Klass      | 200 m       | 26,3     | 4.       | kiesett  | kiesett  | kiesett | kiesett  |

## Gyeplabda
| Szingapúri férfi gyeplabdacsapat-játékoskeret | Szingapúri férfi gyeplabdacsapat-játékoskeret |
| --- | --- |
| - Burdett Coutts - Osbert de Rozario - Vellupillai Devadas - Edwin Doraisamy - Fred Fernandez - Dollah Hamid - Bill Hay - Chai Hon Yam - S. Jeyathurai | - Rudy Mosbergen - Percy Pennefather - Richard Schoon - Roy Sharma - Ajit Singh Gill - Sinnadurai Vellupillai - Arumugam Vijiaratnam - Michael Wright |

### Eredmények
| Színmagyarázat               |
| ---------------------------- |
| Bejutott az elődöntőbe.      |
| Az 5–8. helyért játszhattak. |
| A 9–12. helyért játszhattak. |

Csoportkör
A csoport
| Csapat                 | M | Gy | D | V | G+ | G– | Gk  | P |
| ---------------------- | - | -- | - | - | -- | -- | --- | - |
| India (IND)            | 3 | 3  | 0 | 0 | 36 | 0  | +36 | 6 |
| Szingapúr (SIN)        | 3 | 2  | 0 | 1 | 11 | 7  | +4  | 4 |
| Afganisztán (AFG)      | 3 | 1  | 0 | 2 | 5  | 20 | –15 | 2 |
| Egyesült Államok (USA) | 3 | 0  | 0 | 3 | 2  | 27 | –25 | 0 |

| 1956. november 26. 11:30 | Szingapúr (SIN) | 6 – 1 | Egyesült Államok (USA) |  |
| 1956. november 26. 11:30 | (3 – 1)         |       |                        |  |

| 1956. november 28. 11:30 | Szingapúr (SIN) | 5 – 0 | Afganisztán (AFG) |  |
| 1956. november 28. 11:30 | (4 – 0)         |       |                   |  |

| 1956. november 30. 11:30 | India (IND) | 6 – 0 | Szingapúr (SIN) |  |
| 1956. november 30. 11:30 | (3 – 0)     |       |                 |  |

Az 5–8. helyért
| 1956. december 3. 9:00 | Új-Zéland (NZL) | 13 – 0 | Szingapúr (SIN) |  |
| 1956. december 3. 9:00 |                 |        |                 |  |

| 1956. december 4. 9:00 | Belgium (BEL) | 5 – 0 | Szingapúr (SIN) |  |
| 1956. december 4. 9:00 |               |       |                 |  |

| 1956. december 6. 11:30 | Ausztrália (AUS) | 5 – 0 | Szingapúr (SIN) |  |
| 1956. december 6. 11:30 |                  |       |                 |  |

| Csapat           | M | Gy | D | V | G+ | G– | Gk  | P |
| ---------------- | - | -- | - | - | -- | -- | --- | - |
| Ausztrália (AUS) | 3 | 2  | 1 | 0 | 8  | 2  | +6  | 5 |
| Új-Zéland (NZL)  | 3 | 2  | 0 | 1 | 16 | 3  | +13 | 4 |
| Belgium (BEL)    | 3 | 1  | 1 | 1 | 9  | 5  | +4  | 3 |
| Szingapúr (SIN)  | 3 | 0  | 0 | 3 | 0  | 23 | –23 | 0 |

| Csapat          | Helyezés |
| --------------- | -------- |
| Szingapúr (SIN) | 8.       |

## Kosárlabda
| Szingapúri férfi kosárlabdacsapat-játékoskeret                                  | Szingapúri férfi kosárlabdacsapat-játékoskeret                             |
| ------------------------------------------------------------------------------- | -------------------------------------------------------------------------- |
| - Lee Chak Men - Yeo Gek Huat - Jerome Henderson - Ong Kiat Guan - Wong Kim Poh | - Ho Lien Siew - Chen Sho Fa - Ko Tai Chuen - Wee Tian Siak - Yee Tit Kwan |

### Eredmények
Csoportkör
B csoport
| Csapat              | M | Gy | V | P+  | P–  | Pk   |
| ------------------- | - | -- | - | --- | --- | ---- |
| Franciaország (FRA) | 3 | 3  | 0 | 236 | 183 | +53  |
| Szovjetunió (URS)   | 3 | 2  | 1 | 255 | 177 | +78  |
| Kanada (CAN)        | 3 | 1  | 2 | 206 | 234 | –28  |
| Szingapúr (SIN)     | 3 | 0  | 3 | 154 | 257 | –103 |

| 1956. november 23. | Franciaország (FRA) | 81 – 54 | Szingapúr (SIN) |  |
| 1956. november 23. | (44–22)             |         |                 |  |

| 1956. november 24. | Kanada (CAN) | 85 – 58 | Szingapúr (SIN) |  |
| 1956. november 24. | (51–30)      |         |                 |  |

| 1956. november 26. | Szovjetunió (URS) | 91 – 42 | Szingapúr (SIN) |  |
| 1956. november 26. | (40–21)           |         |                 |  |

A 9–15. helyért
G csoport
| Csapat                  | M | Gy | V | P+  | P–  | Pk  |
| ----------------------- | - | -- | - | --- | --- | --- |
| Kínai Köztársaság (ROC) | 3 | 3  | 0 | 218 | 189 | +29 |
| Ausztrália (AUS)        | 3 | 2  | 1 | 258 | 208 | +50 |
| Szingapúr (SIN)         | 3 | 1  | 2 | 200 | 215 | –15 |
| Thaiföld (THA)          | 3 | 0  | 3 | 150 | 214 | –64 |

| 1956. november 27. | Kínai Köztársaság (ROC) | 67 – 64 | Szingapúr (SIN) |  |
| 1956. november 27. | (26–23)                 |         |                 |  |

| 1956. november 28. | Szingapúr (SIN) | 62 – 50 | Thaiföld (THA) |  |
| 1956. november 28. | (29–26)         |         |                |  |

| 1956. november 29. | Ausztrália (AUS) | 98 – 74 | Szingapúr (SIN) |  |
| 1956. november 29. | (48–36)          |         |                 |  |

A 13. helyért
| 1956. december 1. | Szingapúr (SIN) | 92 – 79 | Dél-Korea (KOR) |  |
| 1956. december 1. | (45–39)         |         |                 |  |

| Csapat          | Helyezés |
| --------------- | -------- |
| Szingapúr (SIN) | 13.      |

## Súlyemelés
| Versenyző      | Versenyszám | Nyomás   | Nyomás   | Szakítás | Szakítás | Lökés    | Lökés    | Összesen | Helyezés |
| Versenyző      | Versenyszám | Eredmény | Helyezés | Eredmény | Helyezés | Eredmény | Helyezés | Összesen | Helyezés |
| -------------- | ----------- | -------- | -------- | -------- | -------- | -------- | -------- | -------- | -------- |
| Tan Ser Cher   | 60 kg       | 92,5     | =9.      | 92,5     | =11.     | 130,0    | 2.       | 315,0    | 7.       |
| Tan Howe Liang | 67,5 kg     | 107,5    | =9.      | 100,0    | =11.     | 142,5    | 5.       | 350,0    | 9.       |
| Wong Kay Poh   | 75 kg       | 107,5    | =9.      | 112,5    | =6.      | 145,0    | =6.      | 365,0    | 9.       |

## Vitorlázás
Nyílt
| Versenyző                                           | Versenyszám | Futam | Futam | Futam | Futam | Futam | Futam | Futam | Pontszám | Helyezés |
| Versenyző                                           | Versenyszám | 1     | 2     | 3     | 4     | 5     | 6     | 7     | Pontszám | Helyezés |
| --------------------------------------------------- | ----------- | ----- | ----- | ----- | ----- | ----- | ----- | ----- | -------- | -------- |
| Jack Snowden                                        | Finn dingi  | 288   | 800   | 256   | 361   | 361   | (198) | 288   | 2354     | 14.      |
| Kenneth Golding Robert Ho Ned Holiday Keith Johnson | Sárkányhajó | 159   | 159   | 191   | (0)   | 129   | 159   | 129   | 926      | 16.      |

## Vízilabda
| Szingapúri férfi vízilabdacsapat-játékoskeret                               | Szingapúri férfi vízilabdacsapat-játékoskeret                        |
| --------------------------------------------------------------------------- | -------------------------------------------------------------------- |
| - Lionel Chee - Oh Chwee Hock - Tan Eng Bock - Gan Eng Teck - Thio Gim Hock | - David Lim - Lim Teck Pan - Skip Wolters - Wiebe Wolters - Eric Yeo |

### Eredmények
Csoportkör
C csoport
| Csapat                      | M | Gy | D | V | G+ | G– | Gk  | P |
| --------------------------- | - | -- | - | - | -- | -- | --- | - |
| Olaszország (ITA)           | 2 | 2  | 0 | 0 | 11 | 3  | +8  | 4 |
| Egyesült Német Csapat (EUA) | 2 | 1  | 0 | 1 | 7  | 5  | +2  | 2 |
| Szingapúr (SIN)             | 2 | 0  | 0 | 2 | 2  | 12 | –10 | 0 |

| 1956. november 28. 15:00 | Egyesült Német Csapat (EUA) | 5 – 1 | Szingapúr (SIN) |  |
| 1956. november 28. 15:00 | (2 – 0)                     |       |                 |  |
| 1956. november 28. 15:00 |                             |       |                 |  |

| 1956. november 29. 16:45 | Olaszország (ITA) | 7 – 1 | Szingapúr (SIN) |  |
| 1956. november 29. 16:45 | (3 – 1)           |       |                 |  |
| 1956. november 29. 16:45 |                   |       |                 |  |

A 7–10. helyért
| 1956. december 5. | Nagy-Britannia (GBR) | 11 – 5 | Szingapúr (SIN) |  |
| 1956. december 5. | (4 – 3)              |        |                 |  |
| 1956. december 5. |                      |        |                 |  |

| 1956. december 6. | Ausztrália (AUS) | 3 – 2 | Szingapúr (SIN) |  |
| 1956. december 6. | (1 – 1)          |       |                 |  |
| 1956. december 6. |                  |       |                 |  |

| 1956. december 7. | Románia (ROU) | 15 – 1 | Szingapúr (SIN) |  |
| 1956. december 7. |               |        |                 |  |
| 1956. december 7. |               |        |                 |  |

| Csapat               | M | Gy | D | V | G+ | G– | Gk  | P |
| -------------------- | - | -- | - | - | -- | -- | --- | - |
| Nagy-Britannia (GBR) | 3 | 3  | 0 | 0 | 21 | 9  | +12 | 6 |
| Románia (ROU)        | 3 | 2  | 0 | 1 | 21 | 8  | +13 | 4 |
| Ausztrália (AUS)     | 3 | 1  | 0 | 2 | 7  | 11 | –4  | 2 |
| Szingapúr (SIN)      | 3 | 0  | 0 | 3 | 8  | 29 | –21 | 0 |

| Csapat          | Helyezés |
| --------------- | -------- |
| Szingapúr (SIN) | 10.      |